# Diplomesodon
Diplomesodon is een geslacht van zoogdieren uit de  familie van de spitsmuizen (Soricidae). De wetenschappelijke naam van het geslacht werd in 1852 gepubliceerd door Johann Friedrich von Brandt. De enige nog levende soort is de gevlekte spitsmuis (Diplomesodon pulchellum).

## Soorten
Er wordt 1 levende soort in dit geslacht geplaatst:
- Diplomesodon pulchellum
- Diplomesodon fossorius †[3]
- Diplomesodon sonnerati †[4]